# 練馬城址公園
練馬城址公園（ねりまじょうしこうえん）は、東京都練馬区春日町および向山にある都立公園。計画面積26.66 ha。鎌倉時代から室町時代の期に築城された練馬城の土塁がある。

## 概要

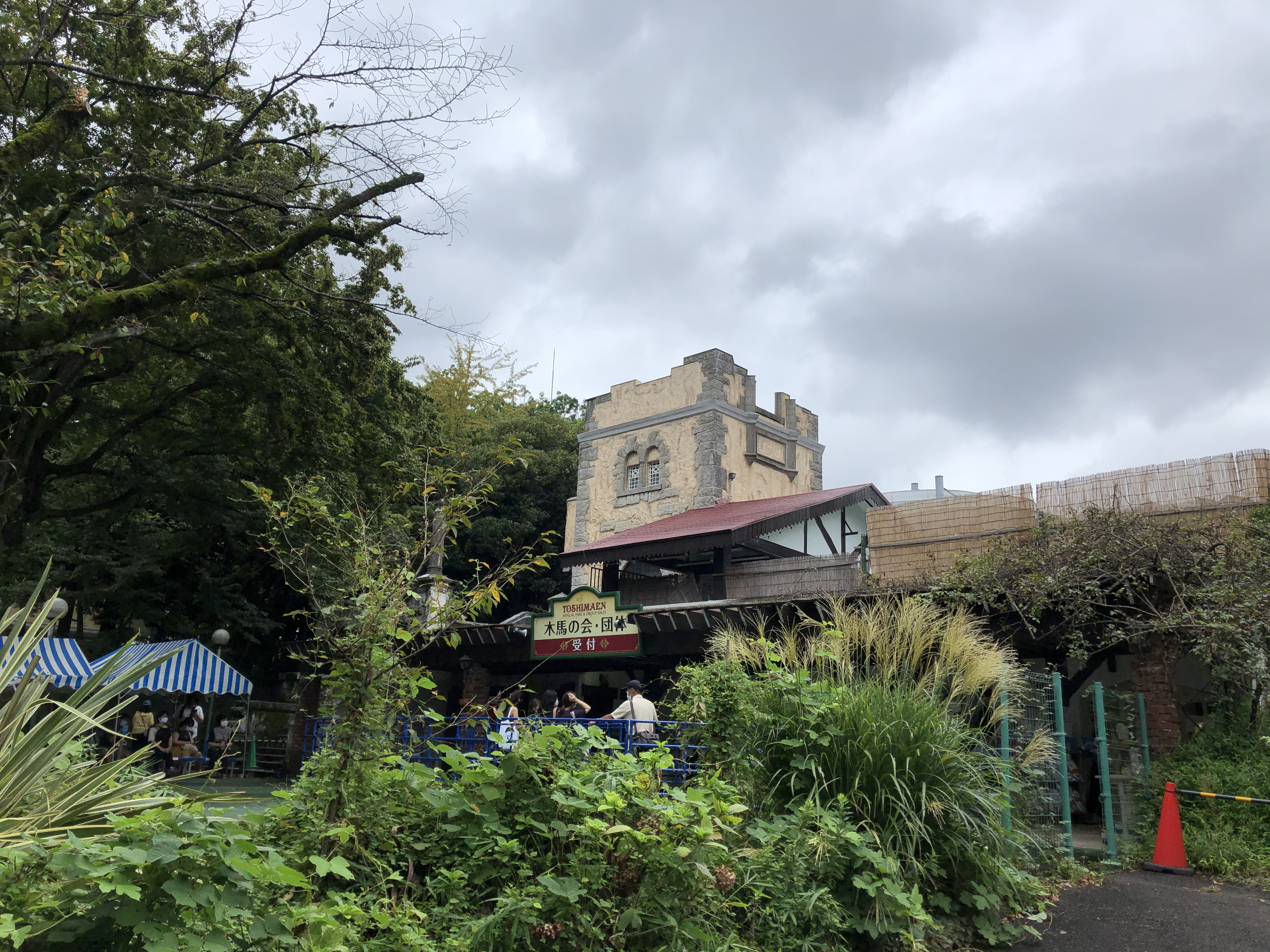
古城の塔

第二次世界大戦以前より民間施設として営業していたとしまえんを、1957年に都市計画公園とすることに決定したが、その後具体的な整備は為されなかった。しかし2011年の東日本大震災を経て、防災公園として整備することが具体化。西武鉄道に対して土地買収の交渉がはじまり、2020年にとしまえんの閉園が決定した。跡地は段階的に整備されることとなり、温泉施設の「豊島園 庭の湯」は継続営業し、石神井川北側でワーナーブラザース スタジオツアー東京 ‐ メイキング・オブ・ハリー・ポッターが営業している。
現在、一角には 古城の塔が練馬城址（じょうし）豊島園「古城の塔」の保全と活用を考える会や日本建築学会関東支部等の要望により現在まで残っているが、2024年4月現在今後も保全されるか解体されるかについては東京都から発表がない。2024年7月に発表された東京都建設局公園緑地部の調査結果では「A案 立ち入り可能な建築物として保存」「B案 立ち入り不可能な建築物として保存」「C案 建物は取り壊して記録を保存」の三案を検討した結果、建築物としての強度が低く調査・改修に多額の費用がかかること、立ち入り不可とする場合は周囲に12mの立ち入り禁止エリアを確保する必要があるために公園利用に支障が出ることから、建物は取り壊して建物の一部を保存、もしくはデジタルデータとして保存を推奨している。

## 沿革
- 1957年（昭和32年）12月21日 - 都市計画決定（東京都市計画公園 第5・5・10号。26.66 ha）。
- 2011年（平成23年）12月 - 優先整備区域に指定[3]
- 2020年（令和2年）6月12日 - 都、区、民間事業者間で整備にかかる覚え書きを締結[4]
- 2021年（令和3年）5月6日 - 整備計画策定
- 2023年（令和5年）5月1日 - 一部開園（花のふれあいゾーン、エントランス交流ゾーン、川辺の散歩ゾーン、3.5 ha）。
- 2023年（令和5年）8月18日 - 「「 古城の塔」の劣化状況等の調査結果」が東京都建設局より公開される[5]。
- 2024年（令和6年）5月5日 - 開園1周年記念イベント「Happy 1st Anniversary」を開催。「としまえんと練馬城址歴史ツアー2024」等を開催。[6][7]

## 予定
2029年度に石神井川南側（としまえんプール跡地）の開園を予定している。

## 参考資料
- 練馬区公式チャンネル (31 May 2023). ねりまほっとライン（歴史をつなぐ　練馬城址公園）令和５年６月号. YouTube (行政広報). 練馬区.  該当時間: 2:20. 2023年6月4日閲覧。